# Děgťarsk
Děgťarsk (rusky Дегтярск) je město ve Sverdlovské oblasti v Ruské federaci. Při sčítání lidu v roce 2010 měl přes patnáct tisíc obyvatel.

## Poloha
Město leží v oblasti Středního Uralu na přítocích Čusovaji, levého přítoku Kamy. Od Jekatěrinburgu, správního střediska oblasti, je vzdáleno přibližně pětašedesát kilometrů jihozápadně.

## Dějiny
V osmnáctém století zde bylo uhlířské sídlo, které dodávalo do nedaleké Revdy dřevěné uhlí a dehet (od kterého byl později odvozen název města). Od roku 1914 zde začíná těžba mědi. 
Od roku 1954 je Děgťarsk městem.
V blízkosti města je pomník sovětského stíhače Sergeje Ivanoviče Safronova, který zde byl sestřelen v roce 1960 jednou ze sovětských raket systému S-75 Dvina vypálených v rámci jinak úspěšné snahy sestřelit americký průzkumný letoun U-2.

### Rodáci
- Olga Pavlovna Minějevová (* 1952), běžkyně
- Jekatěrina Andrejevna Krylatkovová (* 1983), biatlonistka